# Sommerstorf
Sommerstorf és un llogaret del municipi de Grabowhöfe en el districte Landkreis Mecklenburgische Seenplatte, uns 14 quilòmetres al nord de Waren (Müritz) al land de Mecklenburg-Pomerània Occidental. El poble té al voltant de 80 habitants.

## Història

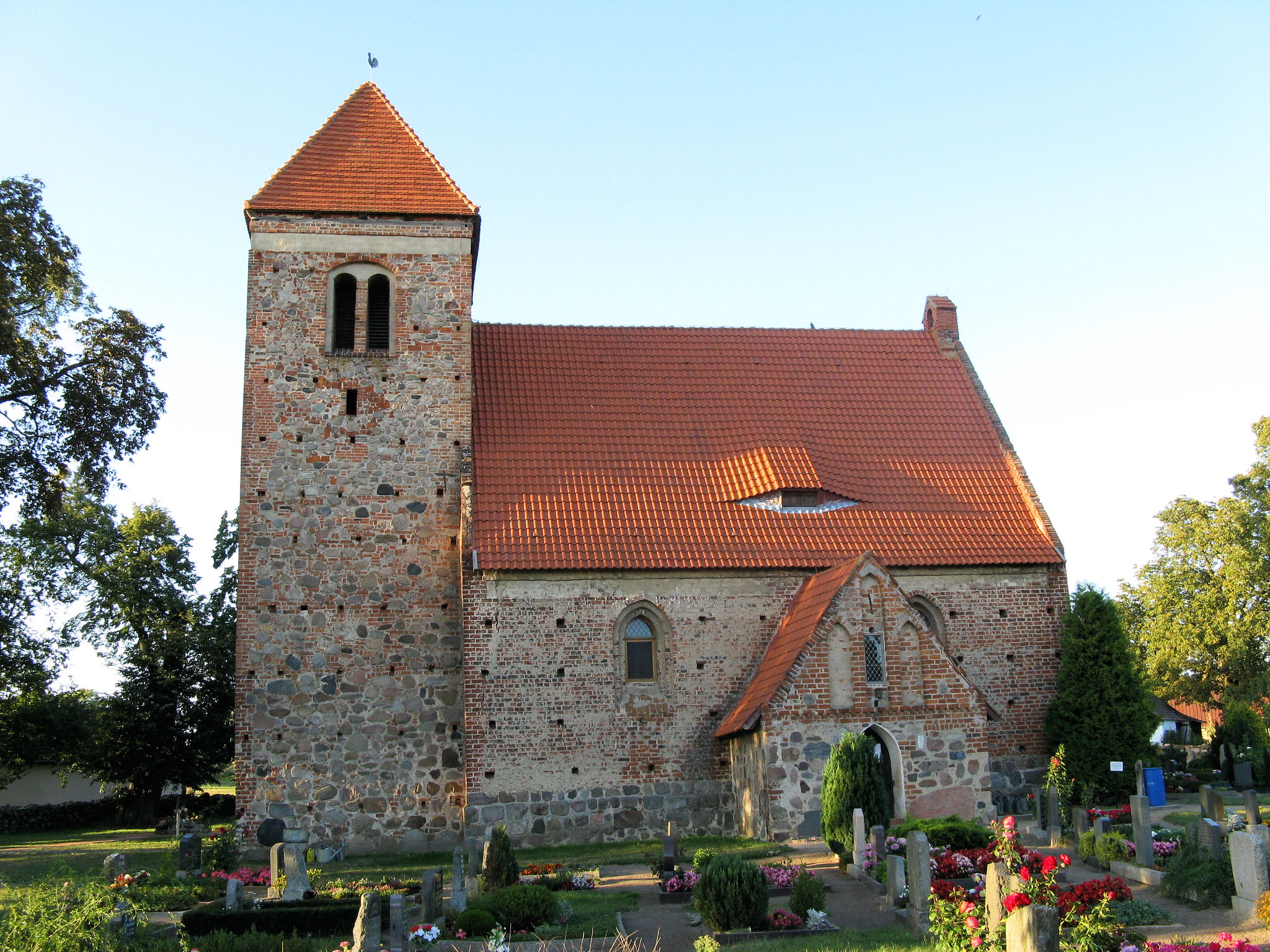
Dorfkirche

La zona de Sommerstorf estava ja poblada a l'edat de bronze, com ho testimonien documents megalítics en el seu entorn. El poble consta esmentat per primera vegada  el 1289 i, abans de la Guerra dels Trenta Anys, va tenir la seva pròpia parròquia, fins que va quedar unit al municipi de Vielist .

## Edificis
És remarcable la seva església (Dorfkirche Sommerstorf), un edifici gòtic de maons sobre una base de pedra, que es remunta als volts de l'any 1300, amb un campanar i un porxo de l'inici del {{segle|XV}}. 

## Personalitats
El poeta i traductor d'Homer a l'alemany,  Johann HeinrichVoß hi va néixer el 20 de febrer de 1751. La seva casa natal és ara el pub Zum Hufschmied.